# Dōkyō Etan
Dōkyō Etan (ur. 13 grudnia 1642, zm. 24 listopada 1721; jap. 道鏡慧端) – japoński mistrz zen szkoły rinzai, prekursor nowego rinzai, nauczyciel Hakuina Ekaku.

## Życiorys
Był synem samuraja i jego konkubiny. Urodził się w Shinano (Nagano). Ojciec służył właścicielowi zamku w Iiyama - Matsudairze Tadatomo, który był oddanym buddystą. Chłopiec odebrał wyśmienite wykształcenie, zarówno świeckie jak i religijne, gdyż na zamku obecnych było wielu mnichów buddyjskich. W wieku 15 lat osiągnął swoje pierwsze oświecenie podczas upadku ze schodów.
W 1660 roku Etan towarzyszył swojemu panu w podróży do Edo. Podczas pobytu w stolicy Etan odwiedził pustelnię mistrza Shidō Munana, którego osobowość wywarła taki wpływ na chłopca, że natychmiast został jego uczniem. W rok później Munan upamiętnił oświecenie swojego ucznia wierszem oraz nadał mu imię Etan. W czasie podróży w północno-zachodnie regiony Jaoponii odwiedził wiele klasztorów i pozał ich opatów. Był szczególnie poruszony wykładami na temat Shūryōgon-gyō (skt Sutra Śurangama). 
Przy kolejnym pobycie w Edo, został serdecznie powitany przez Munana, który pokładał w uczniu wielkie nadzieje i wiedział w nim swojego spadkobiercę. Ponieważ w tym czasie ukończono właśnie budowę klasztoru Tōhoku i na stanowisko opata założyciela zaproszono Munana, który jednak odmówił rekomendując na to stanowisko Etana. Etan opuścił wtedy Edo i udał się do domu w Shimano; powrócił, gdy opatem został jeden z uczniów mistrza Gudō Tōshoku. Aby jego oświecenie dojrzało praktykował dalej u mistrza Munana. Otrzymał potwierdzenie oświecenia. Miał wtedy 20 lat. Munan wręczył my stary manuskrypt, który otrzymał od swojego nauczyciela Gudō, a ten znów od swojego mistrza itd. "To jest bardzo ważny tekst i wręczam go tobie". Etan powiedział: "Jeśli jest tak ważny, to lepiej ty go trzymaj" i oddał rękopis mistrzowi. Munan ponownie wręczył mu tekst mówiąc: "Chcę żebyś miał dowód, że jesteś moim spadkobiercą". Etan powiedział: "Kiedy otrzymywałem twoje nauki nie używałeś zapisanego tekstu, nie potrzebuję go więc teraz". Munan odparł kładąc tekst na kolanach Etana: "To prawda. Ale dokument ten był przekazywany od nauczyciela do ucznia przez siedem pokoleń, więc przyjmij go jako symbol tego, że jesteś spadkobiercą tych nauk". Etan wziął tekst i rzucił go na węgle w piecu. "Co ty robisz!" krzyknął rozłoszczony Munan. "Co ty mówisz!" odkrzyknął tym samym tonem Etan. 
Po pewnym czasie udał się do domu w Shimano na dłuższy czas. Ponieważ pan zamku chciał wybudować dla niego świątynię, opuścił Shimano i udał się w okoliczne góry, gdzie zamieszkał w pustelni Shōju (正受庵) w wiosce Taruzawa. Pustelnia pozostała jego ulubionym miejscem przez następne 25 lat, aż do śmierci. Również jego matka została mniszką i także zamieszkała w tej pustelni. Obydwoje zachęcali się do jeszcze bardziej wytrwałej praktyki. Model swojej pustelni ukształtowali na wzór ekscentrycznego ucznia mistrza chan Huangbo Xiyuna -Chena Zonsu, który całkowicie poświęcił się opiece nad swoją starzejącą się matką, co stało się modelem miłości synowskiej w tradycji zen.
W 1708 roku do pustelni przybył Hakuin Ekaku skierowany tam przez ucznia Etana - Dōju Sōkaku (1679–1730). Hakuin pozostał w pustelni praktykując przez osiem miesięcy. Został spadkobiercą mistrza Etana i najwybitniejszym mistrzem zen szkoły rinzai.
Dōkyō Etan zmarł w pozycji medytacyjnej w 1721 roku. Pozostawił wiersz:
| W gorączkowym pośpiechu [umierania] Trudno jest wypowiedzieć ostatnie słowo. Gdybym powiedział bezsłowne słowo, Nie mówiłbym, nie mówiłbym. |

## Linia przekazu Dharmy zen
Pierwsza liczba oznacza liczbę pokoleń od Pierwszego Patriarchy chan w Indiach Mahakaśjapy.
Druga liczba oznacza liczbę pokoleń od Pierwszego Patriarchy chan w Chinach Bodhidharmy.
Trzecia liczba oznacza początek nowej linii przekazu w innym kraju.
- 52/25. Songyuan Chongyue (1139–1209
  - 53/26. Wuming Huixin (bd)
    - 54/27. Lanxi Daolong (1213–1278)

  - 53/26. Yun’an Puyan (1156–1226)
    - 54/27. Xutang Zhiyu (1185–1269)
      - 55/28/1. Nampo Jōmyō (1235–1309) (także Shōmyō; Daiō Kokushi) Japonia. Szkoła rinzai.
        - 56/29/2. Hōō Soichi (1274–1357)
          - 57/30. Daichū Sōshin (bd)
            - 58/31. Gettan Sōkō (1326–1389)

        - 56/29. Shūhō Myōchō (1282–1338) (także Daitō Kokushi)
          - 57/30. Tettō Gikō (1295–1369)
          - 57/30. Kanzan Egen (także Muso Daishi) (1277–1360)
            - 58/31. Juō Sōhitsu (1296–1380)
              - 59/32. Muin Sōin (1326–1410)
                - 60/33. Nippo Soshun? (1368–1448) niepewny
                  - 61/34. Sekkō Sōshin (także Tozen) (1408–1486)
                    - 62/34. Gokei Sōton (1416–1500)?
                    - 62/34. Keisen Sōryū (1416–1500)
                    - 62/35. Tokūho Zenketsu (1419–1506)
                      - 63/36.
                        - 64/37.
                          - 65/38. Daigu Sōchiku (1584–1669)
                          - 65/38. Ungo Kiyō (1583–1659)

                    - 62/35. Tōyō Eichō (1429–1504)
                      - 63/36. Yozan Keiyo (bd) 
                        - 64/37. Gudō Tōshoku (1579–1676)
                          - 65/38. Kengan Zen’etsu (1623–1701)
                            - 66/39. Kogetsu Zenzai (1667–1751)
                              - 67/40. Gessen Zenne (1702–1781)
                                - 68/41. Sengai Gibon (1750–1837)

                          - 65/38. Isshi Monju (1608–1646)
                          - 65/38. Shidō Munan (Bunan) (1603–1676)
                            - 66/39. Dōkyō Etan (także Shōju Rojin) (1642–1721)
                              - 67/40. Hakuin Ekaku (1685–1768)